# 多瑙村
多瑙村（匈牙利語：Dunafalva）是匈牙利南部巴奇-基什孔州所辖的一个村，总面积57.89平方公里，总人口1035，人口密度17.87人/平方公里（2005年）。地理坐标为46.0833°N 18.7833°E。